# お蔭参り

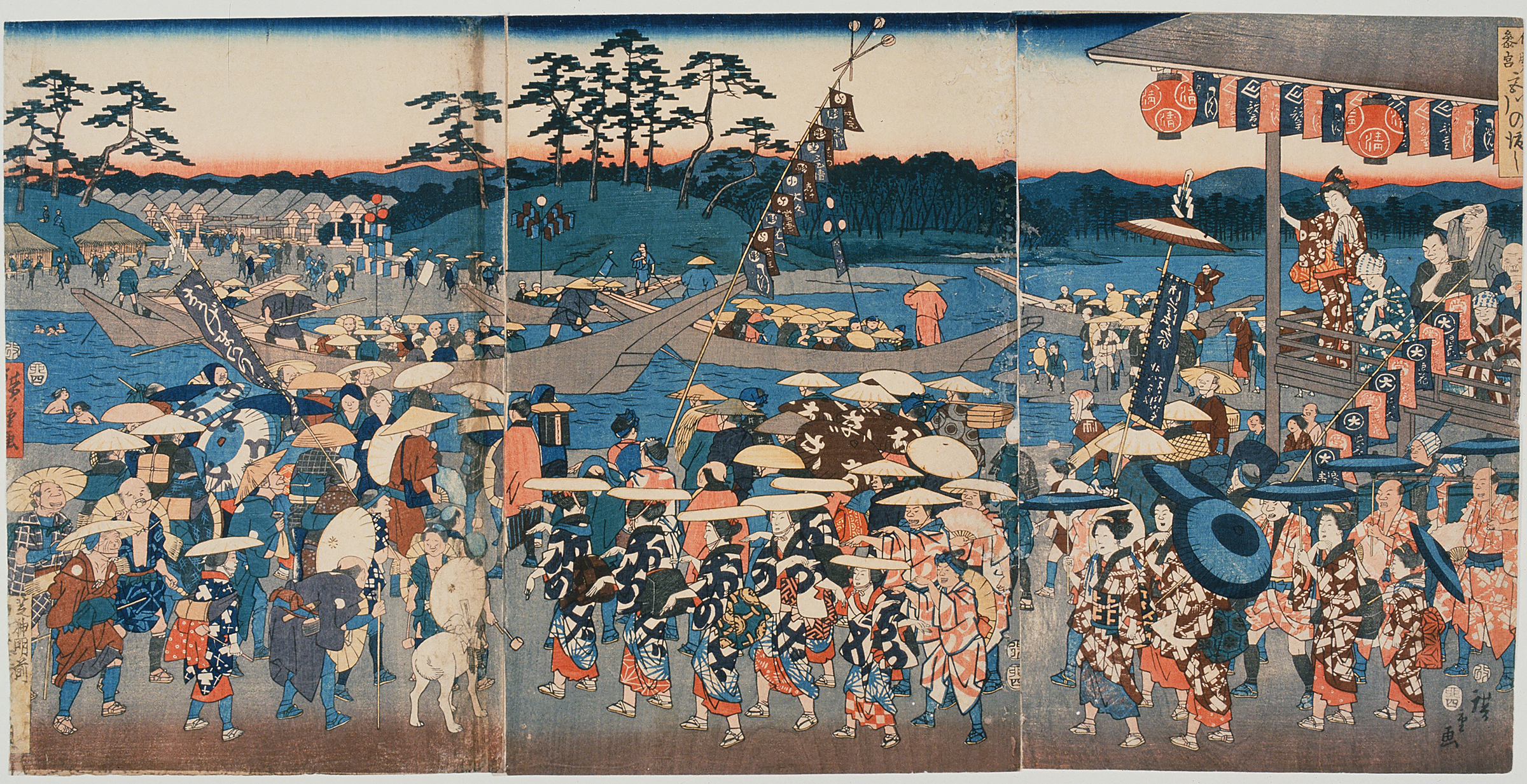
歌川広重「伊勢参宮・宮川の渡し」

お蔭参り（おかげまいり）は、江戸時代に起こった伊勢神宮への集団参詣。お蔭詣で（おかげもうで）とも。数百万人規模のものが、およそ60年周期（「おかげ年」と言う）に3回起こった。お伊勢参りで抜け参りともいう。
お蔭参りの最大の特徴として、奉公人などが主人に無断で、または子供が親に無断で参詣したことにある。これが、お蔭参りが抜け参りとも呼ばれるゆえんである。大金を持たなくても信心の旅ということで沿道の施しを受けることができた時期でもあった。  
江戸からは片道15日間、大坂からでも5日間、名古屋からでも3日間、東北地方からも、九州からも参宮者は歩いて参拝した。陸奥国釜石（岩手県）からは100日かかったと言われる。
「お蔭参り」の語源は諸説あり、天照大御神の「おかげ」で参詣を果たすことができたためとする説、天照大御神の「おかげ」で平和な生活を送ることができることに感謝をするためのお参りであるからとする説、道中での施行（せぎょう）など様々な人の「おかげ」で参宮を果たすことができたためとする説などがある。また、「お蔭参り」という呼称が用いられ始めたのは、「明和のお蔭参り」以降である。

## 伊勢参り
伊勢神宮は、古代には神郡や神田、神戸からの神税など国家的な経済基盤により支えられており、国家祭祀の斎場として「私幣禁断」の制度が敷かれ、個人的な参拝はできないこととされていた。しかし、平安時代に入ると律令制の弛緩と荘園制度の成立に伴い、神税など国家的な経済基盤が揺らぎ、神宮は荘園に対して課税を行い、領地の寄進（御厨）も受けるようになった。この際に、神宮の権禰宜らは御師として荘園の在地領主層に対して神宮への祈祷を行ったり、神宮の神威を説くなどして伊勢神宮の信仰を広げたため、伊勢信仰はまず上級武士層に広がった。鎌倉時代中期以降には、元寇における神風の伝承が広がったこともあり、次第に御家人や地頭級武士層へも広がり、その農村への影響力から農村の中下層にも徐々に伊勢信仰が浸透し、鎌倉時代後期には起請文に天照大御神の名が出てくるなど、伊勢信仰は民衆にも広がった。ただ、鎌倉時代末の時点では、参宮自体は伊勢、尾張、三河、美濃などに集中し、未だ全国的な広がりを見せなかった。
中世後期に入ると、戦乱などの影響もあり、神宮の社領も含め荘園制が崩壊に向かい、神宮が財政的危機に陥ったことから、御師の活動はさらに本格化した。神宮は、御厨からの収益を収納することが困難となり、参宮者の祈祷料や宿泊料が重視されるようになったため、御師は土地関係を離れて広く人々との師檀関係の形成を広げてゆくようになり、その活動内容も、従来の社領経営などの業務から、参宮に際して宿泊や観光案内を提供するなどの直接的な業務が中心となった。これらのことから室町時代には参宮量も増加し、特に経済的に発達していた畿内の地区では中小農民層の参宮も見られ、備中、周防、土佐などの中間地帯からも富裕農民層の参拝が見られるようになった。御師は布教に際して個人祈願を満たす現世利益的霊験よりも、伊勢神宮の国家神的性格を強調して喧伝し、室町時代の辞書『壒嚢鈔』には「和国は生を受くる人、大神宮へ参詣すべき事勿論…」と記され、国家鎮守神である大神宮には国民は必ず詣るべきとする観念が広がった。
江戸時代以降は中世の関所が撤廃されて五街道を初めとする交通網が整備され、乗り物や輸送組織が発達したほか、治安の改善もあって参宮の環境が改善し、さらに広範囲かつ広い階層の参宮が行われるようになった。また、道中での遊興施設や宿屋の充実などもあり、伊勢参りは観光の目的も含むようになった。元禄期以降は、米の品種改良や農業技術の進歩に伴い農作物（特に、江戸時代の税の柱であった米）の収穫量が増えて、農民でも現金収入を得ることが容易になり、農村にも貨幣経済が浸透したことや、分家の自営農民としての独立が進んで戸数が増加したことによる身分的な解放もあり、全国的かつ広い階層の民衆が参拝するようになった。参宮者の数は、江戸初頭で年間2、3万人があったと推定され、足代弘訓の『御師考証』によれば江戸中期には年間20万から40万人の参宮があった。このような伊勢参りの拡大の中で、現代の旅行ガイドブックや旅行記に相当する参宮道中記も発売された。これらの道中記には、『新撰伊勢道中細見記』のように、参宮を家内安全や所願成就を祈るための個人祈願のためのものとする記述もある一方で、『伊勢参宮細見大全』のように、「伊勢神宮は国家を守る神であり、日本に住む人々はことごとくその恩恵を蒙っているのだからその感謝のために参拝しなければならない」として国家鎮守神的側面を強調する記述も見られた。また、『伊勢太神宮続神異記』などの庶民向けの書物では、障害者、貧困者、女性や子供などの社会的に弱い立場の人々が、神の利生を受けて願いを叶える話が多く集められており、そのような現世利益的な神の霊験を信じて参宮する者も多かった。
また、江戸時代も中頃になると、農業技術の進歩により、農家の中に現金収入を得られる者が増え、新たな知識や見聞、物品を求めて旅をしようと思い立つ者も現れるようになったが、農民の移動に規制があった江戸時代に旅をするにはそれなりの理由が必要で、その口実として伊勢神宮参詣という名目が使われるようにもなった。当時、他藩の領地を通るために必要不可欠な通行手形の発行には厳しい制限があったが、伊勢神宮参詣を目的とする旅についてはほぼ無条件で通行手形を発行してもらえたためである（この他にも、善光寺参詣や日光東照宮参詣など、寺社参詣目的の旅についてはおおむね通行手形の発行が認められていた。通行手形の発行は、在住地の町役人・村役人など集落の代表者または菩提寺に申請した）。
このように、近世期には伊勢参りが活性化したが、一方で女性や子供、被官、名子など地主に隷属した農民や、丁稚、小僧、下男下女らの商家の奉公人層は厳しい移動の制限があった。しかし当時、たとえ親や主人、家長に無断でこっそり旅に出ても、伊勢神宮参詣に関しては、参詣をしてきた証拠の品物（お守りやお札など）を持ち帰れば、おとがめは受けないことになっていたため、彼らも「抜け参り」によって伊勢神宮に参詣することが可能であった。このような抜け参りに対する例外的な寛容性は、中世以来の、国民は必ず伊勢神宮に参詣するべきという参宮の国民的義務観が近世に入りさらに徹底されたことや、伊勢参りを止めた主人に対する神罰が強調されるなどしたことによるもので、子供や奉公人が伊勢神宮参詣の旅をしたいと言い出した場合には、親や主人はこれを止めてはならないとされていたのである。また、大名も自領領民の伊勢参りには比較的寛容であり、しばしば参宮者の人数制限を行うことはあったが、領主や富豪層が伊勢参宮者に対して道中で食事や宿の提供を行うことも多く見られた。このためわずかな負担で伊勢神宮への参詣が達成され得たことも、下層階級者の参宮を可能なものとする要素であった。このような抜け参りが群発し、全国的な規模となって爆発的な参宮者となったものが、周期的に訪れた「お蔭参り」であった。

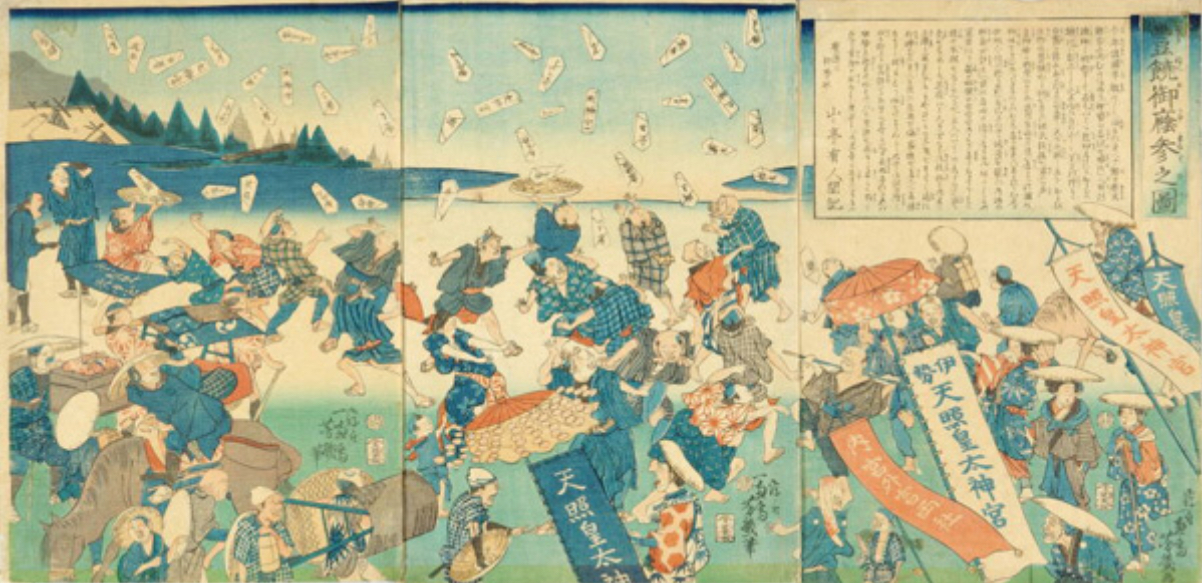
「豊饒御蔭参之図」に描かれるお札降下の様子。

また、庶民の移動には厳しい制限があったといっても、伊勢神宮参詣の名目で通行手形さえ発行してもらえば、実質的にはどの道を通ってどこへ旅をしてもあまり問題はなく、参詣をすませた後には京や大坂などの見物を楽しむ者も多かった。流行時にはおおむね本州、四国、九州の全域に広がったが、北陸など真宗の信徒が多い地域には広まりにくかった傾向がある。死人が生き返ったなど、他の巡礼にも付き物の説話は数多くあるが、巡礼を拒んだ真宗教徒が神罰を受ける話がまま見られる。一番多いのは、おふだふりである。村の家々に神宮大麻（お札）が天から降ってきたと言う。これは伊勢信仰を民衆に布教した御師がばら撒いたものだともいわれる。
伊勢神宮参詣は多くの庶民が一生に一度は行きたいと願う大きな夢であった。
このような庶民階級も含む大規模な参詣は、当時のあらゆる参詣に通じる普遍的現象ではなく、ほとんど伊勢参宮特有の現象であった。これは、伊勢参りが敬虔な信仰心のみならず、多分に観光的要素も含むものであったために、伊勢参宮への熾烈な国民感情が普遍的に存在したということ、伊勢参宮の国民的義務観や参宮制止への神罰観が普及・徹底し、家長や領主などの支配階級が下層民の伊勢参宮に対して寛容にならざるを得なかったこと、こういった要素が伊勢参りを全国的かつ汎階層的なものとした。

## お伊勢講
しかし、制度上は誰でも伊勢神宮参詣の旅に行くことは可能だったとはいえ、当時の庶民にとっては伊勢までの旅費は相当な負担であった。日常生活ではそれだけの大金を用意するのは困難である。そこで生み出されたのが「お伊勢講」という仕組みである。「講」の所属者は定期的に集まってお金を出し合い、それらを合計して代表者の旅費とする。誰が代表者になるかは「くじ引き」で決められる仕組みだが、当たった者は次回からくじを引く権利が失われたり、数回に一度は講員全員が参詣する「総参り」が行われるなど、「講」の所属者全員がいつかは参詣できるように各講ごとに配慮されていたようである。くじ引きの結果、選ばれた者は「講」の代表者として伊勢へ旅立つことになる。旅の時期は、農閑期が利用される。なお、「講」の代表者は道中の安全のために二、三人程度の組で行くのが通常であった。
なお、近世における伊勢講は、村役人が取り仕切り、伊勢参宮のための積立費用の支出は村の公的な支出を記した帳面に記されるなど、参宮を目指す者の個人的な寄り合いというよりも、全村的性格を有するものであり、伊勢講は、村の氏神に次ぐ重要な祭礼と位置付けられていた。
出発にあたっては、ほら貝を吹き回すなどして村中に告知され、「でたち」「おみおくり」などと呼ばれる盛大な見送りの儀式が行われる。また、同一の村や地域で複数の伊勢講が存在する場合、担当する御師が同じである場合が多いので、混雑を避けるために参拝の時期をずらしていた。参拝者は道中観光しつつ、伊勢では代参者として皆の事を祈り、土産として御祓いや新品種の農作物の種、松阪や京都の織物などの伊勢近隣や道中の名産品や最新の物産（軽くてかさばらず、壊れないものがよく買われた）を購入する。無事に帰ると、「坂迎え」などと呼ばれる帰還の祝いが行われ、帰還者は自宅には帰らずに、まず他家にて旅装束を解き、神札や土産物を配布してから自宅に帰る「はばきぬき」と呼ばれる習慣も広く見られた。江戸時代の人々が貧しくとも一生に一度は旅行できたのは、この「講」の仕組みによるところが大きい。
「伊勢講」の史料的初見は、山科教言の日記『教言卿記』の応永14年（1407年）条に「神明講（伊勢講の異称）」とあるものであり、嘉吉元年（1443年）の徳政令では、神明講が徳政令の適応を受けないと記されていることから、室町時代にはある程度広い階層に伊勢講が広がっていたことが推定されるが、この時期には伊勢講の分布は畿内にとどまっていた。伊勢講は、地侍層の受容後農民にも浸透し始めたが、初期段階の講では、地侍層が講親となって農民に加入を強要し、農民にだけ懸金を課してそれを収奪することが見られた。室町時代中期ごろに入ると、農民の経済力が向上した畿内の経済的先進地区などで、農民が主体の講が見られはじめ、これらの地域からは中小農民層の参詣も見られるようになる。さらに江戸時代に入ると、郷村制の発達により伊勢講の成立基盤が一般化し、全国的に伊勢講が普及した。江戸時代には、伊勢参宮とは無関係の講にも伊勢講と名付けられたり、商業組合の名前にも伊勢講と名付けられたりするなど伊勢講は広く社会に浸透し、単に伊勢参宮を目的とするのみならず、共同体における親睦団体化する例も多く見受けられ、平時においては神社の氏子の協同体としても作用していた。なお戦後は講を賭博行為とみなしたGHQにより解散させられた（無尽講を参照）。しかし、地域によっては現在でも活動を続けている伊勢講もある。伊勢神宮参拝は数年に一度行うのみとして、簡素な宴席のみを毎年行う習慣が残存している地域もある。
「お伊勢講」が無かった地域では、周囲からの餞別（せんべつ）が旅行費の大半を占めていた。

## 伊勢の御師

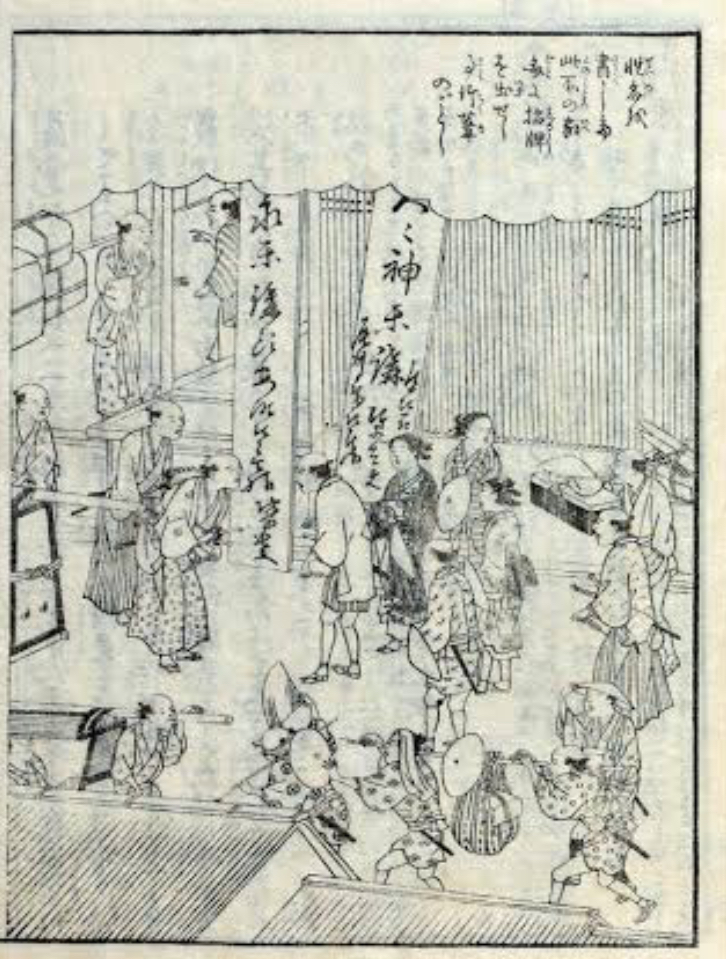
参宮者が御師の手代と落ち合う様子。「伊勢参宮名所図会」より。

神宮御厨における在地領主の伸長に伴って、御厨からの年貢の滞納が頻発するようになったため、望みを祈祷して対価を得はじめたのが、伊勢神宮の御師と檀那の関係の始まりである。荘園制が崩壊して御厨からの収益が断たれ、神宮経済の基盤が御厨からの収益から参宮者のご祈祷料や宿泊料へと基軸が移る中世後期には、御師の活動は本格化し、御厨などの土地関係から離れ、広く全国の人々と師檀関係を結んでいくようになった。その担い手も、当初は「神人（じにん）」と呼ばれる荒木田や度会姓を持つ中下級神主層であったが、中世後期には、代官として在地の人々との接触に慣れてきた「神役人（じやくにん）」と呼ばれる伊勢の町衆層に移り変わった。御師は、各地の伊勢講をにぎり、伊勢講員との間に師檀関係を結んで檀家を広げていったが、室町時代には在地領主などの武士層から、より広い階級が伊勢御師の檀家となっており、戦国時代には大名と師檀契約を結んでその領内の人々を自らの檀家とする御師も現れ、伊勢信仰が拡張していった。安土桃山時代には、遠方の九州豊後において、姓を持たないような下層の農民にまで御師との師檀関係があることが確認できる。そして、近世に入ると御師の活動はさらに広がり、御師の数は最盛期には内外宮の御師合わせて800軒を超える数となり、檀家数は安永6年（1777年）の『外宮師職壇方家数改帳』によると、当時の総戸数の89％に当たる約420万戸もの数を数えるに至っており、ほぼ全戸に伊勢御師との師檀関係が及んだ。
御師の活動は、数名ずつのグループに分かれて各地に散らばって農村部で神宮大麻や伊勢暦、その他伊勢の土産物などを配り、神宮の神威を説いて参宮を勧めたり、豊作祈願を行ったりするものであり、その年に収穫された米を初穂料として受け取る事で生計を立てていた。伊勢神宮の神田には全国から稲穂の種が集まり、参宮した農民は品種改良された新種の種を持ち帰った。御師は、檀家の巡回に先駆けて、その村の村役人などに手紙を出してその旨を事前に連絡し、巡回する予定を告知し、伊勢講の「総代」「世話人」「帳元」と呼ばれる役職の者が、来村した御師や手代の応対に当たり、その他初穂や祈祷に関する御師との往来事務に当たった。
伊勢に旅立った者は、伊勢滞在時に大抵、自分達の集落を担当している御師のお世話になっていた。参宮者は、伊勢に到着する予定の数日前に、事前に担当の御師に手紙を出して到着予定日を告知し、松阪や小俣のあたりに着くと、御師は手代をやって参宮者を出迎え、宮川を渡ると駕籠で宿屋となる御師邸まで送迎した。御師は伊勢参拝に来る人をもてなすため、自分の家で宿屋を経営している事が多かった。御師の宿屋では、盛装した御師によって豪華な食器に載った伊勢や松坂の山海の珍味などの豪勢な料理や歌舞でもてなし、農民が住んでいる所では使ったことがないような絹の布団に寝かせる、など参拝者を飽きさせないもてなしを行った。また、神楽料を払うことができる場合には、湯立神楽を行い参拝者の祈願を行った。そして、伊勢神宮や伊勢観光のガイドも勤め、参拝の作法を教えたり、伊勢の名所や歓楽街を案内して回った。この時、豊受大御神が祀られている外宮を先に参拝し天照大御神が祀られている本殿の内宮へ向かうしきたりで、外宮先祭という。

## お蔭参りが与えた影響
お蔭参りに行く者はその者が属する集落の代表として集落から集められたお金で伊勢に赴いたため、手ぶらで帰ってくる事がはばかられた。また、当時、最新情報の発信地であったお伊勢さんで知識や技術、流行などを知り、見聞を広げるための旅でもあった。お蔭参りから帰ってきた者によって、最新のファッション（例：最新の織物の柄）や農具（例：新しい品種の農作物がもたらされる。箕に代わって、手動式風車でおこした風で籾を選別する唐箕が広まる）、音楽や芸能（伊勢音頭に起源を持つ歌舞が各地に広まる）が、実際の品物や口頭、紙に書いた旅の記録によって各地に伝わった。これが餞別や土産の始まりであるという説もある。
また、お蔭参りによって、地域と階層を超えて人々が集まり、伊勢参りという共通の体験を得たことが、近世幕藩体制を超えて「日本人」や「日本」という民族意識・国家意識を醸成することに繋がったと、複数の研究者により指摘されている。日本宗教史研究者の西垣晴次は、「お蔭参りにおいて、人々が日本全国から地域と階層を超えて集まり、全く知らない土地の人々と出会い、共通の体験を持ち、他国の稲の籾を交換するなどしたことは、「日本人」という共通の意識をいだかせたものである」と評価している。また、日本近世史研究者の鎌田道隆は「幕藩体制の時代に下層庶民までもが日本各地を見聞し、沿道の人々も見知らぬ土地の人と交流し、情報を交換しあった経験は、近代的な民族意識の準備をなしたものと評価する必要がある」と評している。

## 変遷
（年号のみ記載のあるものは、厳密にはお蔭参りではないが、群参の顕著な年である）

### 中世
お蔭参りの前段階として、集団参詣が数回見られる。

### 前期
- 1638年（寛永15年）
- 1650年（慶安3年）
慶安のお蔭参りは、記録が少なく、詳しいことはわかっていない。呼称も、当時の資料では「お蔭参り」ではなく「抜け参り」が用いられている。『寛明日記』によると、江戸の商人が流行らせたと言う。箱根の関での調べによると、正月下旬から3月上旬までで一日平均500-600人が参詣し、3月中旬から5月までで平均2100人が参詣したという[52]。参詣するものは皆「白衣」を着ており、社寺の巡礼という風習を受け継いだ側面があると考えられる[52]。
  - 参詣者：
  - 当時の日本総人口：1781万人（1650年）
  - 発生地域：江戸
  - 期間：1月～5月
- 1661年（寛文元年）
- 1701年（元禄14年）
- 1705年（宝永2年）
宝永のお蔭参りは、「お蔭参り」という呼称はまだ用いられていないものの、京都と大坂を中心に、畿内一円から四国、東は江戸まで及ぶものとなったことや、沿道で参宮者への施行が行われたこと、人々の社会観に新しい展開をもたらしたことから、本格的なお蔭参りの始まりであるとされる[53]。参宮者の数は2ヶ月間で330万～370万人に上った。本居宣長の『玉勝間』の記載によると、4月上旬から、京都の人々を中心に1日に2、3千人が松阪を通り、4月中旬には1日に10万人を超えた。5月に入ると大坂にまで波及し、5月中旬には最高値となる1日23万人を数えた[54]。この間の平均値は、1日7万人程度であった[54]。元禄期以降盛んになっていた伊勢参りにおいては、その中心はあくまで成人男性であったが、この宝永のお蔭参りでは女性や子供の割合が高くなっている[55]。元禄期以降の経済成長によって、庶民経済が向上し伊勢参り盛んになる一方、格差が生じて貧しい生活を強いられ、参宮が困難な階層も生じてきたが、女性や子供など、そのような日常において参宮の機会を得られない人々が、突発的に参詣に向かったことで生じたのが、お蔭参りであると考えられる[53]。このため、宝永のお蔭参りには後のような享楽的現象は見受けられず、伊勢参りへの信仰心の強さが根底にある[53]。
  - 参詣者：330万～370万人
  - 当時の日本総人口：2769万人（1700年）
  - 発生地域：京都
  - 期間：4月〜5月
- 1718年（享保3年）
- 1723年（享保8年）
- 1730年（享保15年）
- 1748年（寛延元年）
- 1755年（宝暦5年）

### 中期
- 1771年（明和8年）
「お蔭参り」の語は、この明和のお蔭参りから用いられるようになった[56]。森壺仙の『いせ参御蔭之日記』によると4月11日、本居大平の『おかけまうでの日記』によると4月7日、宇治から女・子供ばかりの集団が仕事場の茶山から無断で離れて、着の身着のままやってきたのが明和のお蔭参りの始まりと伝える[56]。参宮者数は日に増して上昇し、4月末には大坂からのお蔭参りが発生し、5月には若狭、近江、尾張、越前、美濃、阿波、備前に広がった。6月には安芸、長州、備中、讃岐、伊予、淡路、丹波、出雲、石見、東は三河、伊豆、相模までお蔭参りの範囲が広がった。最終的には、西は九州、東は関東まで範囲が広がり、日本民族のるつぼのように諸国の人々が街道筋を行き交った[56]。
ピーク時には地元松阪では、自分の家から道路を横切って向かいの家に行くことすら困難なほど大量の参詣者が町の中を通っていった、と当時の日記にかかれている。また、『いせ参御蔭之日記』には、大坂では奈良へ抜ける玉造の当たりに7万とも8万とも言われる人が行き交い大混雑となったとあり、また、奈良の暗峠周辺では、当たりの宿屋が全て満員となり、身分の高い者ですら外で野宿したり、食事や水を取ることができず倒れる者も多かったと記録されている[56]。このような状況の中で、 街道沿いの豪商らによる「施行」も盛んに行なわれた。道中での銭、草鞋、食事、提灯、油、船の提供のほか、元気な若者数百名を選んで足腰の悪い老人を運ばせたといったことも記録されている[56]。無一文で出かけた子供が、銀を持って帰ってきたといった事もあったという。初めは与える方も宗教的な思いもあって寄付をしていたが、徐々にもらう方ももらって当然と考えるようになり感謝もしなくなって、中にはただ金をもらう目的で参詣に加わる者も出てきた。また、施行を行う側も、大々的に自らの行為を告知し、売名的な目的を持つ例もあらわれた[56]。また、お蔭参りでは迷い人も多発し、松阪や宇治山田など各地ではぐれ人尋ね所ができたが、町の人などが無報酬で宿屋などを巡って人探しを行い、7、8割は探し当てることができたという[56]。
『おかけまうての日記』によれば、参詣者らは「おかげでさ、ぬけたとさ」と囃しながら歩いた[56]。集団ごとに幟を立てていたが、初めは幟に出身地や参加者を書いていたものが、段々と滑稽なものや卑猥なものを描いたものが増えてきたという[56]。お囃子も、老若男女がそろって卑猥な事々を並べ立てるようなものになった[56]。
明和のお蔭参りの特徴は、はじめは宝永のお蔭参りと同様に、女性や子供など社会的に弱い立場の者を中心にした熱心な信仰に基づく旅であったのが、次第に旅自体の楽しみや参宮の賑わいに惹かれての旅立ちも増え、経済的に豊かな立場の人々も参宮に加わるようになったことにある[56]。
  - 参詣者：200万人
  - 当時の日本総人口：3110万人（1750年）
  - 発生地域：山城の宇治
  - 期間：4月～7月（5ヶ月間）
  - 経済効果：
街道沿いの物価が高騰した。白米1升が50文が相場のときに、4月18日には58文に上がり、5月19日には66文、6月19日には70文まではね上がった。わらじは5月3日で8文だったものが、5月7日には13-15文になり、5月9日には18-24文に急上昇した。
- 1803年（享和3年）

### 後期

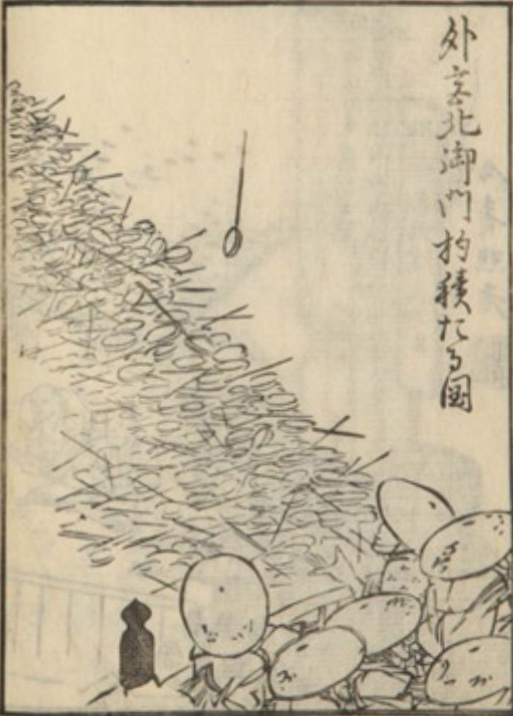
「外宮北御門杓積たる図」

- 1830年（文政13年 / 天保元年）
文政のお蔭参りでは、60年周期の「おかげ年」が意識されていた。前回のお蔭参りから60年に当たるのは1831年（天保2年）であったが、おかげ年が意識されお蔭参りの期待が高まる中で、前年に式年遷宮があったことや、豊作であったことなどから、1年早い1830年（文政12年）にお蔭参りが始まった[57]。四国の阿波国で6、7歳の子供らが抜け参りを始め、それを制止しようとした大人たちが制止しきれず、一緒に参詣したことが文政のお蔭参りのはじまりとなった[58]。文政のお蔭参りでは、参宮者数が増大し、範囲も西は九州、東は東北の一部にまで広がったと言われ、大規模な国民運動となった[51]。
『浮き世の有りさま』所収の「御蔭参耳目第一」によると、参宮者が大群衆となって押し寄せてくる大坂や奈良では大混雑となり、街道や宿屋では十分な対応ができなかったという[59]。また、宮川のあたりも大混乱となり、当時は橋がなかったため、川止めになると数万人が滞留し、船の転覆事故なども相次いだ[59]。道中では、宝永の時と同じように施行が行われ、お伊勢参りの人は参宮者の証として柄杓を持つようになった[60]。柄杓は、参詣の際に外宮の北門で置いていくということが流行った。享楽の度合いも高まり、男女や老若を入れ替えた仮装のような出で立ちで参宮する例も多く見られ、町の祭礼などに似た賑やかさを思わせるものであった[51]。他方で参宮者の増加に伴い事故や事件なども多発するようになり、道中で仲間とはぐれて病気にかかったり、食べ物が手に入らず飢え死にしたり、女は駕籠屋に騙され遊女に売られたりする事件も起き[61]、参宮を果たすことができず途中で引き返す者も多くあった[62]。
  - 参詣者：427万6500人
  - 当時の日本総人口：3228万人（1850年）
  - 発生地域：阿波
  - 期間：閏3月初～8月末
  - 経済効果：86万両以上
物価上昇が起こり、大坂で13文のわらじが200文に、京都で16文のひしゃくが300文に値上がりしたと記録されている。
- 1855年（安政2年）

### 末期
- 1867年（慶応3年）
ええじゃないか。厳密にはお蔭参りには入らないがお蔭参りの影響を受けている。ええじゃないかを参照。

明治に入り、明治天皇が伊勢神宮へ行幸したのをきっかけに伊勢神宮の性質が変容し、さらに、明治政府が御師の活動を禁じたために、民衆の伊勢神宮への参拝熱は冷めてしまった。『おかげ年』にあたる明治23年（1890年）の新聞には、「お蔭参りの面影もなし」という内容の記事が掲載された（NHK教育テレビ 『知るを楽しむ 歴史に好奇心』 10月放送分より）。

## お蔭参り（抜け参り）に参加した著名人など
- 勝小吉（勝海舟の父） 少年時代に抜け参りに参加した。その経緯は自著『夢酔独言』に詳しい。
- 徳川重倫（紀州藩8代藩主）

おかげ犬
病気などでお参りができない場合、代わりに飼い犬が「おかげ犬」としてお参りした。また、おかげ犬の世話をするとご利益があるとされた。